# Roger Daniel (strzelec)
Roger Peter Daniel (ur. 22 lutego 1970 w Port-of-Spain) – trynidadzko-tobagijski sportowiec, specjalizujący się w strzelectwie.
Trzykrotnie uczestniczył w letnich igrzyskach olimpijskich. W 2004 r. w Atenach zajął 33. miejsce w konkurencji pistoletu dowolnego na 50 metrów, w 2008 r. w Pekinie zajął 36. miejsce w konkurencji pistoletu pneumatycznego na 10 metrów, natomiast w 2012 r. w Londynie zajął 36. miejsce w konkurencji pistoletu pneumatycznego na 10 metrów oraz 35. miejsce w konkurencji pistoletu dowolnego na 50 metrów.
Jest medalistą igrzysk Wspólnoty Narodów, medale zdobywał na igrzyskach w 2006 i 2010 roku. W 2011 został zaś srebrnym medalistą igrzysk panamerykańskich.